# Szentgotthárd
Szentgotthárd (in tedesco St. Gotthard, in sloveno Monošter) è una città di 8.979 abitanti situata nella contea di Vas, nell'Ungheria nord-occidentale.

## Amministrazione

### Gemellaggi
Szentgotthárd è gemellata con:
- Dilovası, dal 2014
- Frumoasa
- Izola, dal 2006
- Lendava
- Walldürn
- Delle
- Tarvisio